# Championnat d'Israël de football 1983-1984
Navigation
Championnat d'Israël 1982-1983 Championnat d'Israël 1984-1985
Le Championnat d'Israël de football 1983-1984 est la 32e édition du championnat. Il se déroule du 24 septembre 1983 au 26 mai 1984.
Le Maccabi Haïfa remporte son premier titre avec un point d'avance sur le Betar Jérusalem et dix sur l'Hapoël Tel-Aviv. Le Maccabi Netanya, tenant du titre, termine à la quatrième place. Le Bnei Yehoudah, le Maccabi Ramat Amidar et le Hapoël Yehud sont relégués au terme du championnat et son remplacés par l'Hapoël Kfar Sabah, l'Hapoël Petah-Tikvah et l'Hapoël Haïfa.
Le meilleur buteur est l’Israélien David Lavi, attaquant du Maccabi Netanya avec 16 buts inscrits.

## Classement
| Rang | Équipe                  | Pts | J  | G  | N  | P  | Bp | Bc | Diff |
| ---- | ----------------------- | --- | -- | -- | -- | -- | -- | -- | ---- |
| 1    | Maccabi Haïfa           | 57  | 30 | 16 | 9  | 5  | 48 | 28 | +20  |
| 2    | Betar Jérusalem         | 56  | 30 | 15 | 11 | 4  | 45 | 27 | +18  |
| 3    | Hapoël Tel-Aviv         | 47  | 30 | 12 | 11 | 7  | 40 | 27 | +13  |
| 4    | Maccabi Netanya         | 42  | 30 | 11 | 9  | 10 | 52 | 49 | +3   |
| 5    | Maccabi Tel-Aviv        | 41  | 30 | 10 | 11 | 9  | 41 | 34 | +7   |
| 6    | Beitar Tel-Aviv         | 40  | 30 | 11 | 7  | 12 | 41 | 40 | +1   |
| 7    | Hapoël Beer-Sheva       | 39  | 30 | 11 | 6  | 13 | 34 | 37 | -3   |
| 8    | Hapoël Lod              | 38  | 30 | 9  | 11 | 10 | 31 | 39 | -8   |
| 9    | Maccabi Petah-Tikvah    | 37  | 30 | 8  | 13 | 9  | 26 | 26 | 0    |
| 10   | Maccabi Jaffa           | 37  | 30 | 8  | 13 | 9  | 34 | 39 | -5   |
| 11   | Hakoah Amidar Ramat Gan | 37  | 30 | 10 | 7  | 13 | 29 | 38 | -9   |
| 12   | Shimshon Tel-Aviv       | 36  | 30 | 8  | 12 | 10 | 36 | 35 | +1   |
| 13   | Maccabi Yavne           | 36  | 30 | 9  | 9  | 12 | 26 | 34 | -8   |
| 14   | Bnei Yehoudah           | 34  | 30 | 8  | 10 | 12 | 27 | 36 | -9   |
| 15   | Maccabi Ramat Amidar    | 32  | 30 | 7  | 11 | 12 | 31 | 42 | -11  |
| 16   | Hapoël Yehud            | 31  | 30 | 7  | 10 | 13 | 28 | 38 | -10  |

|  | Champion |
|  | Relégué  |

## Bilan de la saison
| Tableau d'Honneur                |               |
| Compétition                      | Vainqueur     |
| Championnat d'Israël de football | Maccabi Haïfa |
| Coupe d'Israël de football       | Hapoël Lod    |

| Promotions et relégations |                                                    |
| Relégués en Liga Leumit   | Bnei Yehoudah Maccabi Ramat Amidar Hapoël Yehud    |
| Promus en Ligat ha'Al     | Hapoël Kfar Sabah Hapoël Petah-Tikvah Hapoël Haïfa |